# フジウスタケ
フジウスタケ（富士臼茸、学名: Turbinellus fujisanensis）は、ラッパタケ科ウスタケ属に属する中型から大型のキノコ。毒キノコの一つ。和名は、富士山に産することに由来するが、それ以外の場所でも普通に見られる。

## 分布・生息地
日本と東アジアに分布する。
外生菌根菌。夏から秋にかけて、亜高山帯の主にモミ・ツガなどの針葉樹林に群生するが、広葉樹との混生林や、林内道端の地上に発生する。ときに菌輪をつくる。

## 形態
子実体は、はじめ角笛形や円筒形で、後に中央が深く凹んだ深い漏斗形（ラッパ形）になり、高さ7 - 30センチメートル (cm) 、径5 - 10 cm。傘の内面（上面）は肌色や薄紅色を帯びた黄土色から淡褐色で、ウスタケ (Turbinellus floccosus) に比べると、全体に鮮やかな色を欠く。漏斗状に深く凹んだ内側には、鱗片状のささくれ発達する。傘下面（外側）は深い縦皺のヒダがあり、長く柄に垂生する。ヒダがある子実層面は白っぽいクリーム色だが、のちに黄肉桂色をなり、シワ状から脈状である。傘の表面や肉にグアヤクチンキをつけると緑色に変色する。肉は薄く、白色を帯びる。はじめ心地よいキノコの匂いがあるが、時間が経つとツンとくる刺激臭に変わる。
子実体を構成する菌糸は一菌糸型で、菌糸はクランプを欠く。担子胞子は楕円形で、大きさは9.5 - 12 × 5 - 6.5マイクロメートル (μm) 、非アミロイド性。胞子紋はクリーム色。
近年の研究では、よく似た複数の種から成り立つことが判明している。近縁のウスタケは亜高山帯に分布し、色は赤みが強い。ウスタケの傘の表面や肉にグアヤクチンキをつけると反応しないか、非常に弱く緑変する。

## 毒性
有毒キノコであり、食べると腹痛、下痢、嘔吐などの胃腸系の中毒症状が現れる。毒成分については未だ解明されていない。地方によって煮こぼせば食べられるともいわれるが、毒成分が残留することによって食中毒の可能性があるため十分な注意が必要である。